# Birbalomys
Birbalomys — вимерлий рід гризунів з Азії. Вважається, що 30-сантиметрова істота належала до сучасної родини гунді, але реконструкції її зовнішнього вигляду є дуже спекулятивними. Birbalomys мають певну схожість із Chapattimyidae та Yuomyidae. Ранні знахідки свідчать про те, що Бірбаломіс були знайдені у формації Субату в річці Кутар у період еоцену.